# Husayn al-Shafi'i
Ḥusayn Maḥmūd Ḥasan al-Shāfiʿī, spesso trascritto Hussein el-Shafei (in arabo حسين محمود حسن الشافعي‎?; Tanta, 2 febbraio 1918 – Il Cairo, 18 novembre 2005), è stato un militare e politico egiziano; servì da vicepresidente sotto due diversi capi di Stato: Gamāl ʿAbd al-Nāṣer e Anwar al-Sādāt.

## Biografia
Nato a Tanta, si era diplomato all'Accademia Militare Egiziana nel 1938. Appartenente all'arma di Cavalleria, è stato un componente dei quattordici Liberi Ufficiali che nel luglio del 1952 assunsero il potere in Egitto, avviando la caduta della Corona e l'istituzione della Repubblica.
Nominato nel nuovo regime repubblicano ministro della Guerra nel 1954, fu anche ministro del Lavoro e degli Affari Sociali durante il breve periodo di fusione con la Siria. Divenne vicepresidente sotto Gamāl ʿAbd al-Nāṣer nel 1961.
Mentre era ministro degli Affari Sociali, al-Shāfiʿī introdusse un sistema di assicurazioni sociali giudicato a quel tempo radicale, incluso il diritto per le vedove alla pensione di reversibilità. La sua campagna "Inverno di Carità" provvide ad assolvere i bisogni di base degli egiziani più poveri.
Anwar al-Sādāt nominò al-Shāfiʿī suo vicepresidente nel 1971, facendogli succedere Ḥosnī Mubārak nell'aprile del 1975.
Mubārak partecipò nel 2005 ai funerali di Stato di al-Shāfiʿī.